# کامنت (گروه موسیقی)
کامنت یا کامنت بند یک گروه موسیقی آلترناتیو راک ایرانی است.
این گروه سال ۱۳۸۶ توسط کیان پورتراب و نیما رمضان در تهران شکل گرفت. بعدتر با اضافه شدن سایر اعضا تعدادی از آهنگ‌های ساختهٔ کیان پورتراب ضبط و سرانجام سال ۱۳۸۸ آلبوم اول گروه با عنوان «میرم بالاتر»  منتشر شد. کیان پورتراب (خواننده و ترانه‌سرا)، نیما رمضان (گیتار الکتریک)، بردیا امیری (درامز)، اشکان آبرون (کیبورد) و آرین کشیشی (گیتار بیس)و آرش پاکزاد میکس مستریگ اعضای گروه کامنت هستند.